# Gish
Gish es el primer álbum de estudio de la banda de rock estadounidense The Smashing Pumpkins. El álbum fue lanzado el 28 de mayo de 1991 por medio de la compañía discográfica Caroline Records. Publicado de forma independiente, comenzó a ganar popularidad meses más tarde después de que Nevermind de Nirvana despertó el interés por el grunge y por el rock alternativo en general.
Fue grabado entre diciembre de 1990 y marzo de 1991, en los estudios de grabación Smart Studios de Butch Vig, en Madison, Wisconsin. Fue clasificado en el número 32 de la lista de la revista Rolling Stone de "Los 50 mejores álbumes de grunge de todos los tiempos". Hasta el lanzamiento del álbum Smash de The Offspring en 1994, Gish fue el álbum independiente más vendido de todos los tiempos. El álbum fue certificado disco de oro el 14 de marzo de 1994 después de que Gish se reeditó bajo el sello Virgin. Fue certificado disco de platino el 5 de febrero de 1999.El nombre del álbum hace referencia a la actriz de cine mudo, Lillian Gish, como la abuela de Billy Corgan era una fan.

## Música y composición
Musicalmente, Gish ha sido descrito como rock alternativo,hard rock,rock psicodélico, grunge,dream pop, stoner rock, college rock, y art rock. Como escritor, Corgan quería encontrar el equilibrio entre el rock clásico de bandas que tocaban riffs pesados como Black Sabbath y Led Zeppelin, y la sensualidad y gracia de bandas alternativas como The Cure, Siouxsie and the Banshees y My Bloody Valentine, los cuales inspiraron su carrera musical.
Para nosotros, se trataba de llegar a un punto de equilibrio entre lo que nos parecía un rock de riffs tontos y el material que realmente nos atraía del Reino Unido, y luego juntamos esas piezas con los Beatles en algún punto intermedio. Una canción como «Rhinoceros» reflejaba ese equilibrio de lo que queríamos conseguir donde podíamos ser hermosos, lindos y psicodélicos, y luego darle la vuelta y ser pesados. 
–Billy Corgan, 2021, en una entrevista con Rolling Stone.

## Lista de canciones
Todas las canciones escritas y compuestas por Billy Corgan, execpto «I Am One», escrito por Corgan y James Iha. 
| N.º | Título                                                                                                   | Duración |  |
| 1.  | «I Am One»                                                                                               | 4:07     |  |
| 2.  | «Siva»                                                                                                   | 4:20     |  |
| 3.  | «Rhinoceros»                                                                                             | 6:32     |  |
| 4.  | «Bury me»                                                                                                | 4:48     |  |
| 5.  | «Crush»                                                                                                  | 3:34     |  |
| 6.  | «Suffer»                                                                                                 | 5:11     |  |
| 7.  | «Snail»                                                                                                  | 5:11     |  |
| 8.  | «Tristessa»                                                                                              | 3:33     |  |
| 9.  | «Window Paine»                                                                                           | 5:11     |  |
| 10. | «Daydream» («Daydream» finaliza en 1:56, seguido por la pista oculta «I'm Going Crazy» a partir de 2:07) | 3:08     |  |

Nota:
- Daydream es interpretado por D'Arcy Wretzky.
- Temas con video: Siva, Rhinoceros y I Am One.

### Reedición 2011 CD extra
Todas las canciones escritas y compuestas por Billy Corgan, excepto donde se indique. 
| N.º | Título                                   | Escritor(es)            | Duración |  |
| 1.  | «Starla (2011 mix)»                      |                         | 11:01    |  |
| 2.  | «Siva (Peel Sessions)»                   |                         | 4:49     |  |
| 3.  | «Honeyspider (Reel Time Demos/2011 mix)» |                         | 2:54     |  |
| 4.  | «Hippy Trippy (Crush Music Box demo)»    |                         | 3:33     |  |
| 5.  | «Snail (live radio performance)»         |                         | 5:48     |  |
| 6.  | «Plume (2011 mix)»                       | Billy Corgan, James Iha | 3:34     |  |
| 7.  | «Bury Me (Reel Time Demos/2011 mix)»     |                         | 4:18     |  |
| 8.  | «Daydream (Old House Demo)»              |                         | 2:05     |  |
| 9.  | «Tristessa (Sub Pop single/2011 mix)»    |                         | 3:48     |  |
| 10. | «Girl Named Sandoz (2011 mix)»           | The Animals             | 3:35     |  |
| 11. | «Jesus Is The Sun (Apartment demo)»      |                         | 2:55     |  |
| 12. | «Blue (Gish sessions demo)»              |                         | 4:07     |  |
| 13. | «Smiley (Gish sessions demo)»            |                         | 3:36     |  |
| 14. | «I Am One (Reel Time Demos/2011 mix)»    | Billy Corgan, James Iha | 4:21     |  |
| 15. | «Seam (Suffer Apartment demo)»           |                         | 4:09     |  |
| 16. | «La Dolly Vita (Gish sessions demo)»     |                         | 4:18     |  |
| 17. | «Pulseczar (Gish sessions demo)»         |                         | 2:32     |  |
| 18. | «Drown (Alternate guitar solo)»          |                         | 8:17     |  |

## Créditos
- Masterizado por Howi Weinberg en Masterdisk.
- Todas las canciones compuestas por Billy Corgan.
- Todas las canciones fueron publicadas por Cinderful Music/Chrysalis Song Inc. [BMI]
- Mánager - Raymond Coffer Management.
- Representante Legal - Jill Berliner
- Disposición - D'Arcy Wretzky
- Fotos de Cubierta - Robert Knapp
- Foto Interior - Michael Lavine